# Carlos Cunha (escritor)
Luís Carlos da Cunha (São Luís do Maranhão, 18 de maio de 1933 — 22 de Outubro de
1990), foi um escritor, compositor e jornalista brasileiro.
Foi o fundador da Academia Maranhense de Trovas em 1968.
Fora eleito em 04 de novembro de 1967 para a Cadeira de n.º 33 da Academia Maranhense de Letras, sucedendo Viriato Correia. Foi recepcionado por Ribamar Carvalho em 21 de dezembro de 1967. e  escreveu livros de poesia e prosa. Também foi Membro do Instituto Histórico e Geográfico do Maranhão.
Em São Luís do Maranhão como forma de homenagear o escritor, foi dado o seu nome a uma rua: Avenida Carlos Cunha.
Como jornalista, trabalhou no Jornal Pequeno e mais tarde no Jornal do Dia

## Obras
- Poesia de ontem (1967)
- Vultos históricos à luz da crítica moderna (1970)
- Cancioneiro do menino grande (1972)
- Um perfil de Pandiá Calógeras (1973)
- Poemas em prosa (1976)
- O lado visível (1979)
- Rosa de alumínio (1979)
- As lâmpadas do sol (1980)
- Moinhos da memória (1981)
- Aspectos da Literatura maranhense (1985)
- Ballet de santos e demônios (1985)
- O Caçador da estrela verde (1986)